# Alessio De Giorgi
Alessio De Giorgi (Genova, 18 marzo 1969) è un giornalista e imprenditore italiano, direttore web del quotidiano Il Riformista. Fondatore e a lungo direttore di Gay.it e primo ambasciatore IGLTA (International Gay and Lesbian Travel Association) in Italia.
Nel maggio 2016 è entrato a far parte dello staff di Matteo Renzi, seguendolo come responsabile della comunicazione digitale nel suo ruolo di segretario nazionale del Partito Democratico prima e poi, dal settembre 2019, di leader di Italia Viva. È noto anche, con il suo ex compagno, per aver formato la prima coppia italiana unita in PACS nel 2002. 
Nell'ottobre 2017 si sposa, nel Palazzo Pretorio di Certaldo, vicino a Firenze con Nicolae Galea.

## Biografia

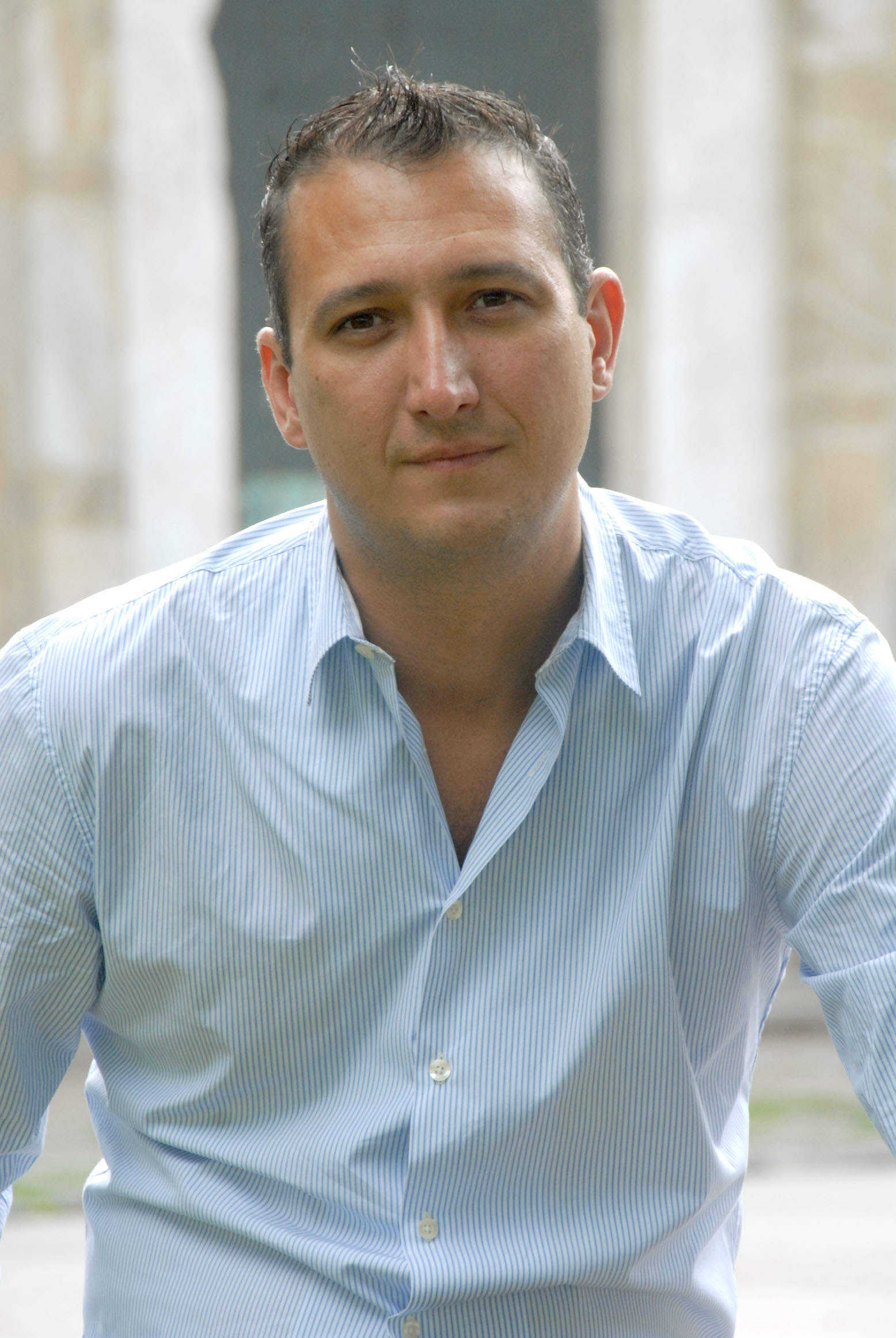
De Giorgi nel 2008

Nel 1992 si iscrive all'Arcigay, nella cui sezione genovese inizia a militare. Nel 1993 conosce il futuro compagno Christian Panicucci e l'anno successivo si trasferisce a Pisa. I due si impegnano nell'Arcigay pisana, di cui De Giorgi diventa presidente nel 1996. In quell'anno entra anche nella Segreteria Nazionale di Arcigay.
Nel 1996, da presidente pisano di Arcigay, è uno dei protagonisti dell'approvazione del registro delle unioni civili nella città di Pisa, il primo del genere in Italia. Nel 1997 dà vita a Gay.it, maggiore sito internet italiano dedicato alle tematiche gay e una delle principali aziende del settore. Di Gay.it è direttore e socio. Nel 1998, insieme al suo compagno, dà vita a Friendly Versilia, per promuovere l'offerta turistica rivolta a gay e lesbiche in Versilia, ed è attualmente ancora socio del locale Mamamia. Nel 1999 organizza a Pisa la conferenza italiana della sezione europea dell'ILGA, associazione internazionale gay e lesbica, della cui segreteria è il primo italiano a diventare membro per due anni.
Il 21 ottobre 2002 (nella data significativa in cui Franco Grillini presentava la sua prima proposta di legge sul PACS), De Giorgi e Panicucci, grazie alla doppia cittadinanza italo-francese di quest'ultimo, firmano il loro PACS al Consolato di Francia a Roma, con una cerimonia che ha eco sulla stampa italiana e straniera: testimoni dell'unione sono lo stesso Grillini e l'europarlamentare Gianni Vattimo. Si sviluppa un acceso dibattito, con interventi del Vaticano, un'interpellanza parlamentare dalla Lega Nord, a cui seguono varie partecipazioni a talk show televisivi. Nel novembre 2007 alcuni quotidiani riportano però la fine della loro relazione.
Dal 2000 al 2006 è Presidente Regionale di Arcigay, impegnandosi per l'approvazione della prima legge regionale in Italia contro le discriminazioni che, su proposta del movimento gay, il Consiglio regionale approva il 10 novembre 2004. Anche grazie a questa esperienza, dall'ottobre 2006 al dicembre 2008 ha svolto il ruolo di Consigliere per l'attuazione delle norme contro le discriminazioni per orientamento sessuale e identità di genere, su nomina della giunta regionale toscana.
Nel 2011, insieme all'imprenditore turistico Alessio Virgili, è stato nominato ambasciatore dell'International Gay and Lesbian Travel Association (IGLTA) per l'Italia. Nel settembre 2015 ritorna a dirigere Gay.it, lanciando, nel gennaio 2016, una campagna molto discussa contro i senatori del Partito Democratico contrari all'adozione del figlio del partner contenuta nel disegno di legge sulle unioni civili, avente Monica Cirinnà quale prima firmataria.

## Attività politica
Impegnato politicamente nel centro-sinistra sin dall'adolescenza, nel 2007 è stato membro della prima Assemblea Nazionale del Partito Democratico. Nel 2012, col gruppo delle Officine Democratiche di cui è stato uno dei soci fondatori, sposa convinto la candidatura di Matteo Renzi alle primarie del centrosinistra, facendo parte del suo comitato elettorale e contribuendo a costruire il programma specie in tema di diritti civili e libertà. Nel 2013 annuncia la sua candidatura al Senato nella lista Scelta Civica - Con Monti per l'Italia per le elezioni politiche del 24 e 25 febbraio, suscitando numerose critiche per l'alleanza con il centro cattolico ma anche manifestazioni di solidarietà. Tuttavia, a distanza di pochi giorni, il 16 gennaio decide di abbandonare la corsa al Parlamento a seguito di quella che ha definito una "denigratoria campagna mediatica portata avanti in questi giorni ai miei danni soprattutto da Libero e da altri giornali ed emittenti", suscitando molte reazioni di solidarietà tra i commentatori politici e anche in televisione, con tra i tanti un commento di Luciana Littizzetto. De Giorgi fu infatti oggetto di una serie di articoli del quotidiano Libero dove veniva sottolineata una presunta incongruenza tra la sobrietà della lista del professore Mario Monti e la vita privata del giornalista. Libero, in un primo momento aveva pubblicato alcuni scatti che lo ritraevano in posa con una drag queen e, in seguito, aveva rivelato che la società amministrata da De Giorgi era proprietaria di alcuni siti pornografici.
A pochi giorni dalle elezioni politiche, annuncia però il suo voto a favore del centrosinistra, determinato da quella che definisce "deludente campagna elettorale di Mario Monti". Nel giugno 2013 entra come portavoce nello staff del sindaco del comune di Viareggio, Leonardo Betti, incarico che lascia nel 2015 a seguito del termine prematuro della consigliatura. Nel maggio 2016 entra nello staff di Renzi, per la sua esperienza di comunicazione politica digitale. È responsabile della comunicazione digitale del Partito Democratico dal 2017 al marzo 2019. Nel settembre 2019 viene scelto da Teresa Bellanova come consigliere per la comunicazione digitale al Ministero delle politiche agricole alimentari. È stato a lungo responsabile della comunicazione digitale di Italia Viva e, dal gennaio 2022, vicedirettore responsabile della radio di partito, Radio Leopolda. Dal gennaio 2023 è responsabile comunicazione del Partito Democratico Europeo a Bruxelles. A maggio diventa direttore web del quotidiano Il Riformista diretto da Renzi.